# Sekisui Heim Super Arena
Die Sekisui Heim Super Arena (jap. セキスイハイムスーパーアリーナ, Sekisui Haimu Sūpā Arīna; früher Grande 21 General Gymnasium (engl. für グランディ・21総合体育館, gurandi 21 sōgō taikukan, „allgemeine Sporthalle Grande 21“) und Hot House Super Arena) ist eine Mehrzweckhalle mit einer Kapazität von 7.063 Plätzen in der Kleinstadt Rifu im Kreis Miyagi der Präfektur Miyagi, Japan.
Sie liegt im allgemeinen Sportpark der Präfektur Miyagi (Miyagi-ken sōgō undō kōen, Spitzname „Grande 21“) nördlich der Präfekturhauptstadt Sendai. Es wurde im Jahr 1997 eröffnet und hielt schon Konzertveranstaltungen internationaler Künstler wie Eric Clapton während seiner Reptile World Tour. Die Arena befindet sich neben dem Miyagi Stadium und ist benannt nach der Wohnungsgesellschaft Sekisui Heim, einer Tochter des Chemieunternehmens Sekisui Kagaku Kōgyō.